# Демидовка (Алтайский край)
Демидовка (также Демидовская, Вершина Черёмухового Лога) — исчезнувший посёлок в Суетском районе Алтайского края России. Ныне урочище (развалины). Сохранилось кладбище.

## История
На 1911 год деревня Демидовка относилась к Александровской волости Барнаульского уезда и в ней насчитывалось 36 дворов и 184 жителя и находилось два казённых колодца.
С 1917 года деревня входила в Славгородский уезд Алтайской губернии.
На 1928 год деревня Демидовка относилась к Соколовскому сельскому совету Хабарского района и в ней насчитывалось 55 дворов и 169 жителей.
В 1944 году создан Суетский район в основном на бывшей территории Знаменского района, также в него включен и Демидовский сельсовет Хабарского района.
Упразднена после 1973 года.